# Video Killed the Radio Star
"Video Killed The Radio Star" é uma canção da banda de pop rock inglesa The Buggles incluída no primeiro disco da banda, The Age of Plastic (1980). Foi também o primeiro videoclipe a ser exibido na MTV.